# Sapajus robustus
Sapajus robustus е вид бозайник от семейство Капуцинови (Cebidae). Видът е застрашен от изчезване.

## Разпространение
Разпространен е в Бразилия (Баия, Еспирито Санто и Минас Жерайс).